# Pessamit
Pessamit, tidigare Betsiamites och Bersimis, är ett reservat för innu och en tätort (centre de population) i provinsen Québec i Kanada. Det ligger i regionen Côte-Nord, i den östra delen av landet, 600 km nordost om huvudstaden Ottawa.